# Ruslan Abdullayev
Ruslan Anvarovich Abdullayev (* 18. Oktober 2002 in Qibray, Viloyat Taschkent) ist ein usbekischer Boxer kasachischer Abstammung im Halbweltergewicht. Er wurde 2022 Asienmeister und 2023 Weltmeister, zudem war er Viertelfinalist der Olympischen Sommerspiele 2024.

## Amateurkarriere
Abdullayev wurde nach dem Gewinn der Usbekischen Meisterschaft der Erwachsenen 2021 in die Nationalmannschaft aufgenommen und gewann 2022 auch die Asienmeisterschaft der U22 in Taschkent, sowie mit Siegen gegen Shunsuke Kitamoto, Sanatali Toltajew, James Palicte, Lai Chu-en und Shiva Thapa auch die Asienmeisterschaft in Amman.
Seinen bislang größten Erfolg erzielte er bei der Weltmeisterschaft 2023 in Taschkent, als er mit Siegen gegen Manuel Febus-Matos, Oier Ibarreche, Richarno Colin, Lounes Hamraoui, Howhannes Batschkow und Baatarsüchiin Tschindsorig den Weltmeistertitel erkämpfte und für diesen Erfolg mit der Kelajak-Bunyodkori-Medaille und dem Ehrentitel „Verdienter Sportler der Republik Usbekistan“ ausgezeichnet wurde. Bei den Asienspielen 2023 in Hangzhou schied er dann jedoch im Achtelfinale gegen den späteren Goldmedaillengewinner Tschindsorig aus und verpasste damit einen kontinentalen Startplatz für die Olympischen Spiele 2024 in Paris, weshalb er am 1. Qualifikationsturnier 2024 in Busto Arsizio teilnahm. Dort sicherte er sich mit Siegen gegen Shiva Thapa, Jose Diaz, Shpëtim Bajoku und Alexei Schendrik die Teilnahme und startete bei den Olympischen Spielen 2024, wo er mit einem Sieg gegen Miguel Martinez in das Viertelfinale einzog und dort gegen Wyatt Sanford ausschied.
Insgesamt bestritt er als Amateur 294 Kämpfe, von denen er 286 gewann.

## Profikarriere
Abdullayev bestritt sein erfolgreiches Profidebüt am 6. März 2025 in Indio (Kalifornien), ehe am 13. März desselben Jahres seine Verpflichtung beim US-Promoter Golden Boy Promotions bekanntgegeben wurde.
Am 19. April 2025 siegte er in Oceanside (Kalifornien) gegen Jino Rodrigo und gewann dadurch den WBA-Titel „Continental Americas Gold“ im Halbweltergewicht.